# Onthophagus ohmomoi
Onthophagus ohmomoi är en skalbaggsart som beskrevs av Miyake 2000. Onthophagus ohmomoi ingår i släktet Onthophagus och familjen bladhorningar. Inga underarter finns listade i Catalogue of Life.